# Hans Valther Jantzen
Hans Valther Jantzen (26. april 1928 - 1987) var en dansk sangskriver, der skrev flere kendte danske festsange såsom "Ensom dame 40 år", "Billet Mrk." og "Sol og Sommer" - førstnævnte blev et hit i Holland under titlen "Lilly van Putten", mens de to sidstnævnte sange blev skrevet til Bjarne Liller og var med til at starte dennes solokarriere. Privat var han gift med Anna Kristina Jantzen (født Nielsen). Hans Valther Jantzen forsvandt lige så pludseligt ud af showbiz som han var kommet ind, og da han døde i 1987 blev han begravet i de ukendtes grav.